# Vechelde
Vechelde – gmina samodzielna (niem. Einheitsgemeinde) w niemieckim kraju związkowym Dolna Saksonia, w powiecie Peine.

## Geografia
Vechelde położone jest ok. 12 km na południowy wschód od Peine, na trasie drogi krajowej B1.

## Dzielnice
W skład gminy wchodzą następujące dzielnice:
| - Alvesse - Bettmar - Bodenstedt - Denstorf - Fürstenau - Groß Gleidingen - Klein Gleidingen - Köchingen - Liedingen | - Sierße - Sonnenberg - Vallstedt - Vechelade - Vechelde - Wahle - Wedtlenstedt - Wierthe |

## Współpraca
- Biederitz, Saksonia-Anhalt
- Niemodlin, Polska
- Valkeakoski, Finlandia